# (2792) Ponomarev
(2792) Ponomarev (1977 EY1) – planetoida z pasa głównego asteroid okrążająca Słońce w ciągu 3,44 lat w średniej odległości 2,28 j.a. Odkryta 13 marca 1977 roku.